# Липарское сражение
Липарское сражение (260 до н. э.) — морское сражение между римским и карфагенским флотами в ходе первой Пунической войны.
После начала первой Пунической войны римляне начали создавать своей военный флот, который мог бы противостоять карфагенскому флоту. Командующий флотом Гней Корнелий Сципион Азина с 17 кораблями направился к Липарским островам, надеясь захватить город Липары. Узнав об этом, карфагеняне отправили эскадру из 20 кораблей под командованием Боодеса, которой удалось блокировать римлян в бухте города. Римляне были в панике, экипажи бежали на сушу, и карфагеняне практически без боя захватили римскую эскадру вместе с командующим.